# ذلب طويل القلم
ذلب طويل القلم (الاسم العلمي:Sansevieria longistyla) هو نوع من النباتات يتبع جنس الذلب من الفصيلة الهليونية.